# William James Herschel

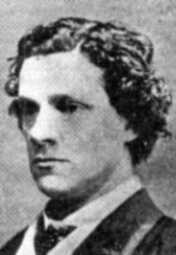
William James Herschel

Sir William James Herschel, 2. Baronet (* 9. Januar 1833 in Slough, England; † 24. Oktober 1917 in Hawkhurst, Kent) war der erste Europäer, der Fingerabdrücke zusätzlich zur Unterschrift auf Verträgen anbringen ließ. Er verlangte dies erstmals am 28. Juli 1858 als Mitarbeiter im britischen Staatsdienst in Indien. Er sammelte Fingerabdrücke über eine längere Zeit und konnte damit nachweisen, dass sie zum einen mit den Jahren gleich blieben sowie zum anderen die Vermutung erhärten, dass sie sich bei jedem Menschen unterscheiden. Herschel war damit ein Wegbereiter für die Daktyloskopie.

## Leben
William James Herschel wurde als drittes von zwölf Kindern des Astronomen Sir John Frederick William Herschel, 1. Baronet geboren. Er war dessen ältester Sohn und Enkel des Astronomen William Herschel (Entdecker des Planeten Uranus). Sein Vater fragte ihn, ob er vielleicht eine andere Karriere als jene in der Astronomie wählen wolle. So trat er in die Britische Ostindien-Kompanie ein und wurde nach Bengalen entsandt.
Von 1853 bis 1878 hielt er sich in Britisch-Indien auf. Er begann dort seine berufliche Laufbahn. Nach dem Sepoy-Aufstand im Jahr 1857/1858 wechselte die Verwaltung in Indien von der Gesellschaft direkt zum britischen Staat („the British Raj“). Dort stieg William James Herschel zu einem Sekretär der Finanzkammer („Board of Revenue“) auf, wurde dann im Jahr 1872 Beauftragter („Commissioner“) von Dakka und schließlich 1874 Beauftragter von Cooch Behar.
Herschel entstammte einer Familie, die wegen ihrer Wissenschaftler und musikalischen Künstler über ein herausragendes Renommee verfügt. Sein Großvater, Sir William Herschel (1738–1822), war ein berühmter Komponist, Mathematiker und einer der einflussreichsten Astronomen seiner Zeit, der den Planeten Uranus entdeckte. Dessen Schwester, Caroline Lucretia Herschel (1750–1848), verfasste nicht nur bemerkenswerte Arbeiten zur Astronomie, sondern trat auch als Sängerin auf. William James’ Vater, John Herschel (1792–1871), war ebenfalls ein bekannter Mathematiker und Astronom. Seine beiden Brüder, Alexander Stewart Herschel (1836–1907) und John Herschel (1837–1921), traten in die Fußstapfen des Vaters und betätigten sich gleichfalls als Astronomen.
Als sein Vater starb, erbte William James 1871 den Titel eines Baronets, of Slough in the County of Buckingham. Bei seinem Tod wiederum ging der Titel auf seinen einzigen Sohn, Reverend Sir John Herschel, über.
William James Herschel ist zusammen mit seiner Frau Anna Emma Haldane Hardcastle, die er 1864 heiratete und welche 1873 starb, sowie seiner Tochter Margaret Elizabeth Emma Herschel (1865–1880), bei der Kirche St. Laurence in Hawkhurst, Kent, begraben. Die Universität Oxford verlieh ihm 1884 einen Magistertitel ehrenhalber („MA Oxon“).

### Auf der Suche nach Sicherheit

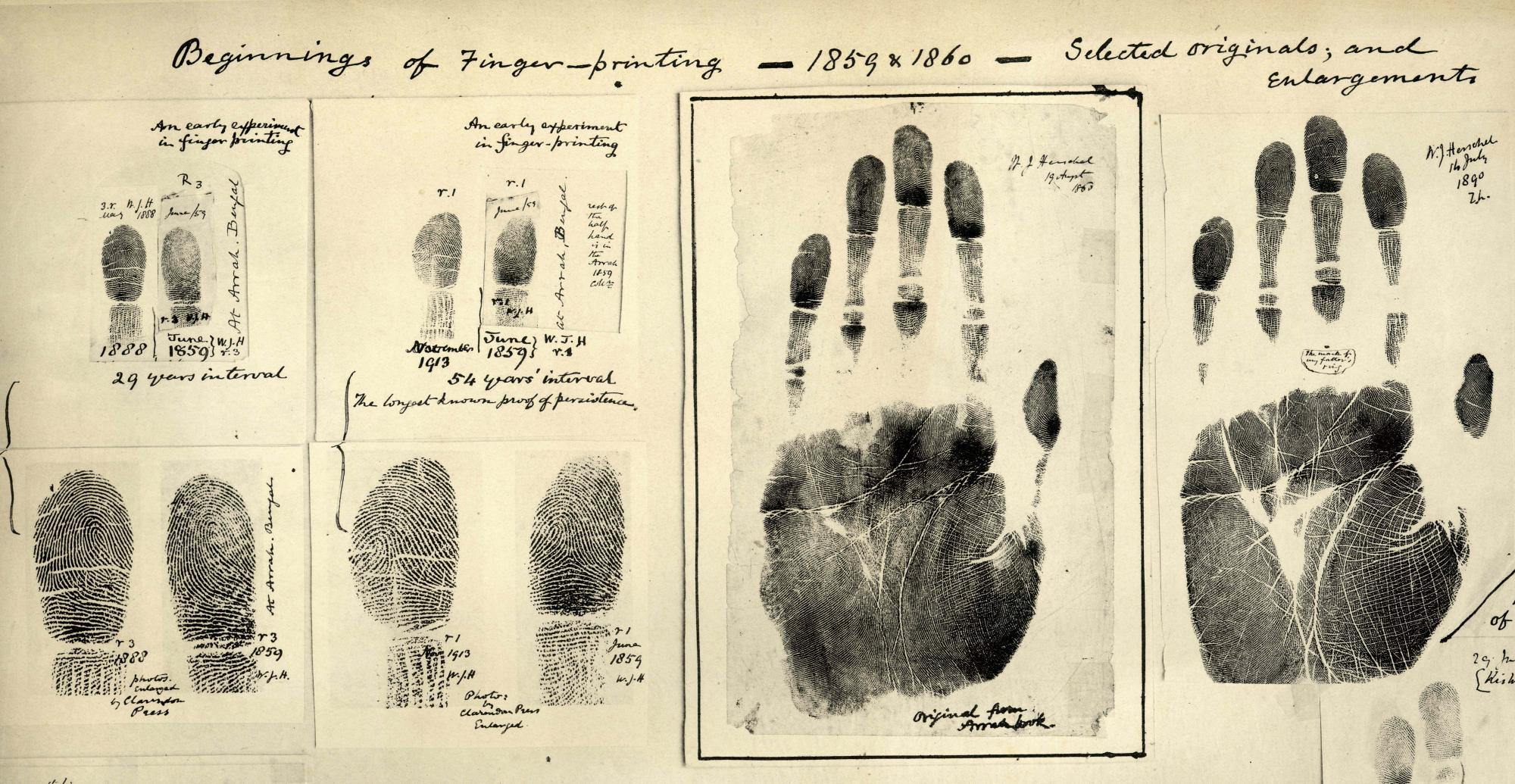
Die ersten von Herschel genommenen Finger- & Handabdrücke aus den Jahren 1859/60

Der spätere epochale Fortschritt begann unscheinbar. Ab 1858 forderte der nach Jangipur versetzte William James Herschel von seinen Vertragspartnern im Distrikt Hugli bei Kalkutta vollständige Handabdrücke ergänzend zur Unterschrift bei der Unterzeichnung von Verträgen.
Rajyadhar Konai war wohl der Erste, der mit dieser Methode in Berührung kam. Am 28. Juli 1858 wurde sein Handabdruck zusätzlich zur Unterschrift auf einem Kontrakt von Herschel abgenommen. Herschel wollte die Erfüllung des Vertrages durch den bengalischen Unternehmer erreichen. Er hegte die Hoffnung, dass Konai sich mit dem zusätzlichen Element auf dem Vertrag an sein Versprechen, Straßenbaumaterialien an die Behörde zu liefern, stärker gebunden fühle. Konai sollte seine Unterschrift auf dem Dokument später nicht mehr bezweifeln können.
Herschel fuhr fort, mit Handabdrücken zu experimentieren und fand bald heraus, dass es eigentlich ausreichte, nur Finger heranzuziehen. Er sammelte Abdrücke von Freunden und von der Familie und folgerte, dass sich die Fingerabdrücke einer Person im Laufe der Zeit nicht ändern. Er schlug dem Gouverneur von Bengalen vor, auf wichtigen Urkunden Fingerabdrücke nehmen zu lassen, zur Personifizierung und um eine etwaige Ablehnung der Verträge zu verhindern, was aber im Sande verlief.
Im Jahr 1860 wurde Herschel Kolonialbeamter im Distrikt Nadia. Zu seinen Dienstpflichten gehörte es, sicherzustellen, dass zwar die Einheimischen die ihnen zustehenden Pensionen für die den Briten geleisteten Dienste erhielten, jedoch zugleich jeden Betrug so gut es ging zu verhindern. Eine hohe Analphabetismusquote und damit kaum mögliche individuelle Unterschriftsleistungen boten den Einheimischen ein gutes Potenzial für Schwindeleien.
Herschel erinnerte sich an den Erfolg mit den Handabdrücken. Er verlangte von den Pensionsempfängern bei der Auszahlung als Quittung über den Gelderhalt ihren Fingerabdruck. Die Fingerabdrücke wurden gesammelt und im Zweifelsfall verglichen. So entstand ein großer Fundus an Anschauungsmaterial. Die Gesamtsumme aller Auszahlungen ging tatsächlich zurück und Herschel fand seine Passion.
1877 wurde Herschel zum höchsten Beamten („Magistrate“) von Hugli ernannt (ein Amt, das Administrations- wie Justizbefugnisse verlieh). Er leitete dort das systematische Abnehmen der Fingerabdrücke der Pensionäre ein, damit ihre Pensionen nicht durch Betrüger erlangt werden konnten. Er begann Fingerabdrücke Krimineller zu sammeln, damit deren Gefängnisaufenthalt nicht ersatzweise von einem vom Verurteilten angeheuerten Schwindler abgesessen werden konnte. Sein Gesuch, das System auch in einem kleinen Gefängnis in Bengalen erproben zu dürfen, wurde indessen abgelehnt.

### Zurück in England
Herschel kehrte 1878 auf Dauer nach England zurück und veröffentlichte im Jahr 1880 einen Brief in der Zeitschrift „Nature“, worin er seine Erfahrungen mit Fingerabdrücken erklärte. Die Zeitschrift hatte zuvor einen Beitrag von Henry Faulds veröffentlicht, der sich als Arzt ebenfalls mit Fingerabdrücken beschäftigt hatte. Beides motivierte die britische Regierung, ein mögliches System der Identifizierung über Fingerabdrücke untersuchen zu lassen.
Seine Sammlung von Fingerabdrücken hatte Herschel aus Indien mitgenommen. Er stellte sie als Studienmaterial dem Naturforscher Francis Galton zur Verfügung.
1916, im Jahr bevor er starb, veröffentlichte Herschel einen Bericht über seine Arbeit unter dem Titel „The Origin of Finger-Printing“.

## Bedeutung
Fingerabdrücke wurden schon Jahrhunderte früher bei den Babyloniern und den Persern Verträgen beigefügt. Auch Chinesen und Japaner verwendeten sie bereits als Signatur. William Herschel wird zugeschrieben, als erster den Wert der Fingerabdrücke für Identifizierungen erkannt zu haben. Er war sich gewiss, dass Fingerabdrücke einzigartig und ein dauerhaftes Merkmal waren. Herschel dokumentierte seine eigenen Fingerabdrücke während seines Lebens, um diese Dauerhaftigkeit zu prüfen. Als Erster verwendete er nachweislich Fingerabdrücke für praktische Zwecke.
Geraume Zeit seines Lebens soll sich Herschel mit dem Abdruck des Jahres 1858 als Beweis geschmückt haben, dass er zuerst an den Fingerabdruck als Methode der Identifizierung gedacht habe. Dem wird erstens entgegengehalten, dass Herschel diese Abdrücke mehr als Mittel der Einschüchterung denn zur Identifikation verwendete. Es brach niemand seinen Vertrag. Zweitens regte Herschel nie ihren Gebrauch zur polizeilichen Identifizierung Krimineller an; sie wurden von ihm bei Zivilverträgen benutzt. Unabhängig von diesen Einschränkungen war er allerdings dennoch der erste, der über eine systematische Sammlung von Fingerabdrücken über eine längere Zeit verfügte und in der Lage war, die Beständigkeit der Fingerabdrücke über Jahre hinweg aufzuzeigen.
Obgleich er die Technik des Fingerabdrucks entwickelte, verwendete sie Herschel allein als administratives Werkzeug. Er kam nicht auf die Idee, dass die Methode auch zum Fangen von Verbrechern verwendet werden könnte. Es waren Francis Galton und Edward Richard Henry, die aufbauend auf Herschels Vorarbeiten den Fingerabdruck als Mittel im Kampf gegen das Verbrechen einzusetzen begannen.

## Werke
- The origin of finger-printing bound with classification and uses of finger prints. AMS Press, New York 1974, ISBN 0-404-09119-9 (zusammen mit Edward R. Henry)